# 當奴·史旺
當奴·易卜拉欣·史旺（英語：Donald Ibrahím Swann；1923年9月30日—1994年3月23日）英國作曲、音樂家兼娛樂藝人。他最為人熟悉的是他與米高·夫蘭達斯的2人合作關係。

## 生平
1923年9月30日當奴·史旺在威爾士蘭來利(Llanelli)出生。他的父母在俄羅斯十月革命後成為了難民。他當醫生的英國裔父親，其家族來自俄羅斯，由英國人創立的「莫斯科公司」的英國人社區。他母親是一名來自Transcaspia的護士。他全家定居倫敦，他入讀多列治預備小學，後來進入西敏學校，並在那兒認識了米高·夫蘭達斯。
1941年史旺獲得獎學金到牛津大學基督教堂學院修讀現代語言。1942年他以良心為理由拒絕服兵役，並加入基督教貴格會的「朋友救傷車部隊」，被派到埃及、巴勒斯坦和希臘。戰後，他回到牛津修讀俄語和現代希臘語。
在機緣巧合下，他在1948年重遇上夫蘭達斯，大家開始合作寫歌劇，米高負責寫詞，當奴負責作曲。他們的歌曲曾經由歌手伊恩·華萊士 (Ian Wallace)和喬伊斯·顧蓮費爾(Joyce Grenfell)主唱。他倆後來創作了兩套諷刺時事滑稽劇，《帽子掉下的一刻》(At The Drop Of A Hat)和《另一頂帽子掉下的一刻》(At The Drop Of Another Hat)，並作全球巡迴演出。1967年二人合作告終。
史旺是一名多產的作曲家，在二人合作的同時，他不停地為多個歌劇作曲。這些歌劇包括有C.S.路易斯的《漫遊金星》。他亦將J.R.R.托爾金的《魔戒》裏的詩詞譜上音樂，收錄在他的《不盡漫長路》(The Road Goes Ever On)大碟內。與夫蘭達斯合作完結後，他繼續為其他歌手作曲和舉行個人音樂會。在1970年代，他組成史旺合唱團並隨團巡迴演出。整個1980年代至1990年代初，他繼續為其個人和其他歌手表演。在晚年，他對維多利亞時代的詩詞產生興趣，將懷爾德，布萊克，迪更生和 Christina Rossetti等詩人的作品配上相信是他一生創作得最深刻和感人的音樂。
1992年，史旺被證實患上癌症，1994年3月23日他在倫敦南部的三一療養院與世長辭。到逝世前為止，當奴寫了2,000首歌曲。他遺下第二任妻子Alison Smith，前妻Janet Oxenbrow和與前妻所生的女兒Rachel和Natasha。

## 自傳
- 史旺·當奴 「小節裏的空間」(The Space Between the Bars) Hodder & Stoughton 1968
- 史旺·當奴 「史旺離開舞台之方式:死後旅程」(Swann's Way Out: A Posthumous Adventure) Wiedenfeld & Nicolson 1975.
- 史旺·當奴 「史旺之道: 歌曲一生」(Swann's Way : A life in Song) ISBN 0-85305-329-4 Pub. Heinemann 1991. Revised, Arthur James 1993. Revised, Thames Publishing 1997

## 他父親的自傳
- 史旺·靴拔 Swann, Herbert 「Neva上的家」(Home on the Neva) Victor Gollancz 1968

## 站外連結
- 當奴·史旺 官方網站 （页面存档备份，存于）